# Schloss Gradac

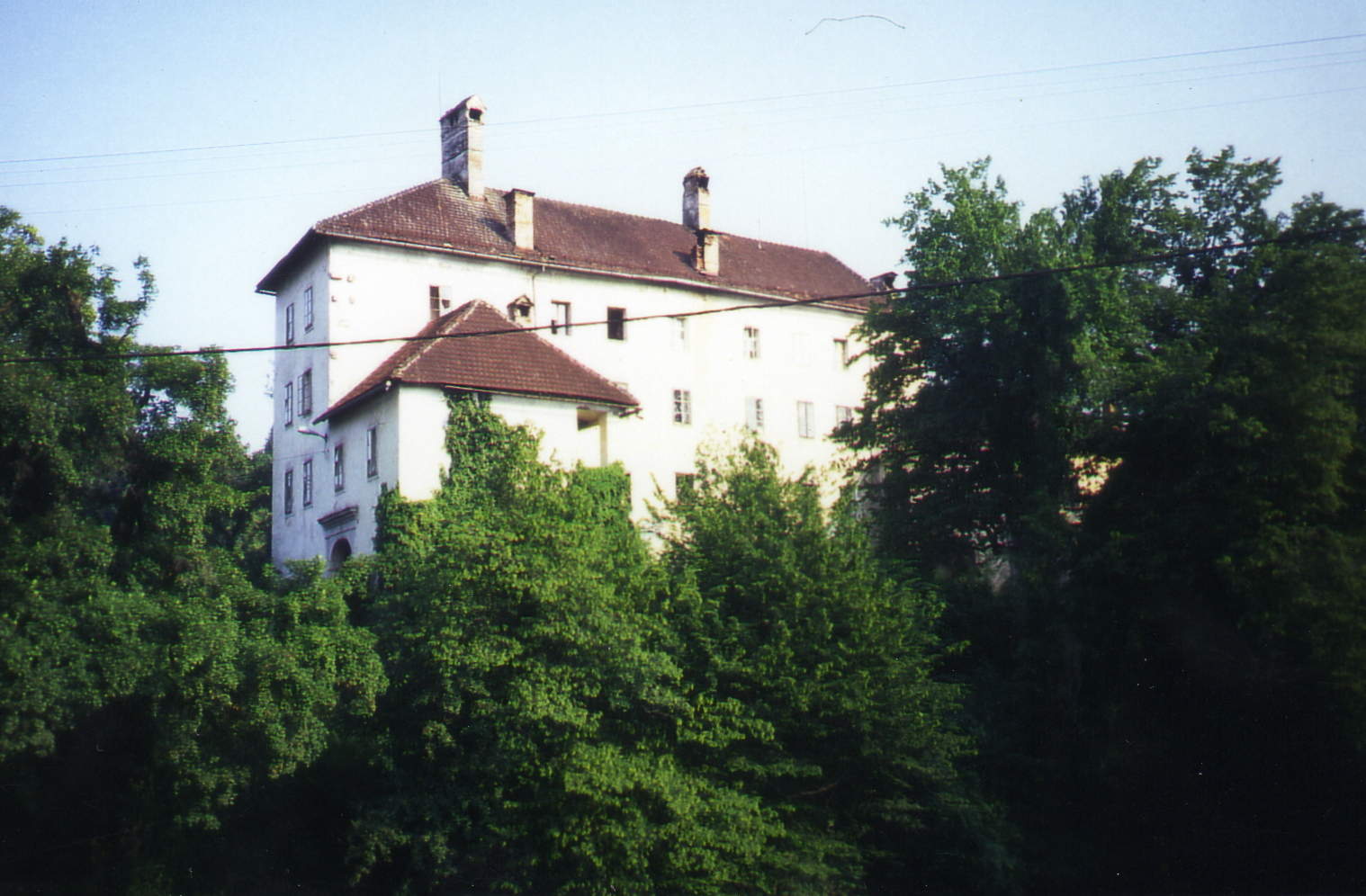
Schloss Gradac

Das Schloss Gradac (historische Namen: Graecz, Gretz, Gradez, Gradecz, castrum Gretz bzw. castrum Graecz, Schloss Grecz, gschloss Graecz) liegt im Zentrum der Ortschaft Gradac in Slowenien/Region Bela krajina an einer Flussschleife der Lahinja.

## Beschreibung
Das Schloss Gradac ist eigentlich ein Wasserschloss aus dem 13. Jahrhundert. Sie besteht heute noch aus den Gebäuden Visoki grad (hohes Schloss), dem langgezogenen Gesindegebäude aus dem neunzehnten Jahrhundert Nizki grad (niederes Schloss), einem renovierten Gebäude, welches noch als Wohnhaus dient, einem Pferdestall sowie dem herrschaftlichen Park mit Gartenanlage und Mausoleum eines der früheren Eigentümer des Schlosses namens Ivan Gusič. Das Schloss besaß früher eine hölzerne Zugbrücke, um den Wassergraben zu überqueren. Von drei Seiten ist das Schloss vom Fluss Lahinja umgeben. Der Graben unter der früheren Zugbrücke ist zugeschüttet worden. Der heutige Zugang zum Schloss führt über eine Holzbrücke, die im Jahre 2024 neu errichtet wurde und die baufällige Hozlbrücke ersetzt.
Die Überreste der niedergebrannten Stallungen stehen noch im Innenhof. Früher gab es noch eine weitere kleine Holzbrücke, welche das Schloss mit den Besitzungen jenseits der Lahinja verband. Dieses Gebiet heißt Tropinek. Dort stand auch die erste Eisen-Gießerei in der Bela krajina. Das heutige Wohngebäude diente als Schule für schwererziehbare Jugendliche.
Das Schloss besaß einst einen prächtig angelegten Park mit Allee und Garten. Die etwa hundert Meter lange Allee, bestehend aus mächtigen Platanen und Fichten, wurde in den 1990er Jahren, nach der Unabhängigkeit Sloweniens von Jugoslawien in einem Vandalenakt illegal gefällt. Das Holz wurde schwarz verkauft. Nur noch Baumstümpfe erinnern heute an die einst prächtige Allee.
Obwohl das Interesse an einer Renovierung und Umwidmung der Schlossanlage für touristische oder Museumszwecke insbesondere seit der Eigenständigkeit Sloweniens schrittweise gewachsen ist, wurden diesbezüglich lange Zeit kaum konkrete Maßnahmen eingeleitet. Bis weit in die 1990er Jahre hinein dienten die Räumlichkeiten aller Schlossgebäude als Wohnungen. Die Gemeinde Metlika hat vor wenigen Jahren ein neues Dach auf dem Visoki grad (Hohes Schloss) errichtet, um den weiteren Verfall des Gebäudes zu verhindern. Gespräche über eine Verpachtung des Schlosses an Interessenten aus Italien und Irland verliefen ergebnislos.
Die öffentliche Diskussion über die Zukunft des Schlosses erwachte erneut im Jahre 2006. Dies geschah, als das slowenische regionale Entwicklungsprogramm für Südost-Slowenien in der Öffentlichkeit diskutiert wurde und der Vorwahlkampf für die Gemeindewahlen in Slowenien lief.
Seit Sommer 2006 läuft eine erfolgreiche Initiative der Bewohner von Gradac, die sich sehr stark für eine Revitalisierung des Schlosses einsetzen.
Das Interesse der Gemeinde Metlika sowie des Ministeriums für Kultur in Ljubljana wurde dadurch geweckt. In Zukunft soll das Schloss dem Tourismus in der Region Bela krajina dienen. Ein Hotel könnte in den Burgräumlichkeiten entstehen und Möglichkeiten für Aktivtourismus werden geprüft (z. B. Reiten, Tennis, Golf, Kanu usw.).
Im März des Jahres 2009 richtete die Abgeordnete Renata Brunskole, die zugleich Bürgermeisterin der Gemeinde Metlika war, während einer Parlamentssitzung eine mündliche Anfrage an die Kulturministerin Majda Širca. Die Anfrage bezog sich auf die Pläne der Regierung, das Schloss Gradac zu revitalisieren. Die Ministerin vertröstete die Abgeordnete und wies auf die große Anzahl von Burgen und Schlösser in Slowenien hin, die sich in einem ähnlichen Zustand befinden würden.
Dennoch wurde eine öffentliche Ausschreibung zu Beginn des Jahres 2009 auf der Internetseite des Innenministeriums veröffentlicht, um einen langfristigen Pächter zu finden. Hierzu wurde das Schloss, neben einem geplanten Wellnessresort in der Bela krajina, in die Ausschreibung „Invest in Slovene Tourism“ (Investieren Sie in den slowenischen Tourismus) aufgenommen.
Immer wieder wird die Untätigkeit und besonders die Ausflüchte der Gemeinde bzw. des Staates in dieser Angelegenheit in Leserbriefen kritisiert bzw. in Glossen aufs Korn genommen. Die Gemeinde redet sich darauf hinaus, dass ihr das Schloss gar nicht gehören würde, sondern offiziell der Republik Slowenien, obwohl sie sich zugleich dagegen wehrt, dass ihr das Schloss vom Staat übertragen werden würde. Zudem würde man gar nicht wissen, was man in den Räumlichkeiten unterbringen sollte, obwohl schon seit dem Jahre 2007 fertige Projektpläne für ein Wellnesshotel „in den Schubladen des zuständigen Ministeriums liegen“. Die verschiedenen slowenischen Regierungen führen auf, dass die Staatskasse leer sei, obwohl im Land in den letzten Jahren verschiedene ähnliche Schlösser und Burgen erneuert wurden, zum Teil mit EU-Mitteln, die im Falle von Schloss Gradac nicht beantragt werden.

## Geschichte
Das Schloss Gradac wurde zuerst im Jahre 1228 als Festung „Graecz“ erwähnt. Den Namen bekam sie vermutlich aufgrund des Besitzers Herbort (Herbert?) von Graecz (Herward von Auersperg und von Grätz). Valvassor nennt zwei Grätzer aus Slovenj Gradec (Windischgrätz), und zwar Berenger (Jahr 1220) und Ortolf (Jahr 1271). Das Geschlecht der von Grez starb im Jahre 1475 aus. Dadurch fiel das Schloss in den Besitz der Auersperger aus Turjak. 1488 war der Besitzer Erasmus Minndorfer und später Peter Čavič. Zu den späteren Eigentümern zählten im 17. Jahrhundert Jurij Lell, die Grafen Thurn-Valsassina, z. B. Johann Ludwig Thurn-Valsassina bzw. Oton Henrik Graf Thurn-Valsassina, sowie die Grafen Purgstall (1629 gehörte es Janez Baltazar Purgstall und 1632 seinem Sohn Janez Jurij Purgstall zum Khrupp, Freyenthurn und Grädez). Unbekannt ist, wem das Schloss 1625–1629 gehörte, als der slowenischsprachige Urbar erstellt wurde (siehe weiter unten).
Im Buch von Janez Vajkard Valvasor (1641–93) ist es als Schlossburg „Gradez (Gradec)“ (bzw. „Grätz“) erwähnt. Und genau so, nämlich Gradetz, sprechen die Dorfbewohner ihren Ortschaftsnamen noch heute aus. Der slowenische Begriff „gradec“ bedeutet kleine Burg bzw. kleines Schloss.
Das Schloss wurde in der Vergangenheit mehrfach umgebaut bzw. erweitert. Zu Beginn war es wohl eine Festung oder Burg zum Schutze gegen die Türkenangriffe, in welche sich die Bauern flüchten konnten. Zum Schloss gehörte im 15. Jahrhundert ein Tabor, der später zugunsten des Schlossparkes abgerissen wurde.
Im Jahre 1640 wurde das Schloss durch ein Erdbeben zur Hälfte zerstört.
Vom Jahre 1661 an bis zum Jahre 1846 war es im Besitz der Grafen Gusič, die das Schloss umgebaut haben. Im Jahre 1881 kaufte das Schloss das Geschlecht Ottenfels-Gschwind. Nach ihnen waren die Besitzer Baron Friedau und die Österreichisch-Alpine Montangesellschaft (Jahr 1882), danach der Unternehmer Robert Schlesinger aus Opatija (1891). Im Jahre 1916 kaufte Gabriela Goriany aus Ruperč vrh die Hälfte des Schlosses, verkaufte aber ihren Anteil im selben Jahr an die Kroatische Eskomptbank in Zagreb. Der letzte Eigentümer war der Zagreber Großkaufmann Šutej.
Im Schloss war seit der Kapitulation Italiens eine Ambulanz eingerichtet, die von Dr. Zvezdana Mervin geleitet wurde. Pro Tag wurden ca. 48 Patienten aufgenommen. Im Herbst 1944 wurden zusätzlich Sanitätsstellen im Macele-Haus und Haus der Familie Potočnik eingerichtet. Im Gasthaus Pancetova gostilna war die Suppenküche untergebracht.
Nach dem Zweiten Weltkrieg war im Schloss eine Schule für schwererziehbare Jugendliche untergebracht. Später dienten die Räumlichkeiten als Sozialwohnungen. Heute (Stand 2025) gibt es noch acht Mieter in dem Gebäude der ehemaligen Schule.

### Eisenwerk (Hochofen)
Die erste Eisenhütte der Region Bela krajina stand in Gradac und wurde nach dem Revolutionsjahr 1848 von Franz Ritter von Friedau gegründet, der in Donawitz (Leoben) bzw. in Vordernberg in der Obersteiermark bereits Eisenhütten besaß. Die Gründe dafür waren zum einen der steigende Bedarf an Eisen und Stahl für den Bau der Eisenbahnen. Zum anderen wurden im Zuge der Revolution Hindernisse abgeschafft, die vorher die Gründung von Eisenhütten erschwerten bzw. teilweise sogar unmöglich machten. Dazu gehörten langwierige Genehmigungsverfahren in Wien durch die zuständige kaiserliche Hofbehörde. Nach 1848 konnten sich der Wirtschaftsliberalismus und Kapitalismus in vollem Umfang entfalten. Unter anderem wurden die freie Berufswahl, Gewerbetätigkeit und Konkurrenz erlaubt. Da es in der Region sowohl Kohlevorkommen, Eisenerz als auch Holz (Wälder) für die Erzeugung von Holzkohle gab, entschied man sich, in Gradac die Eisenhütte zu errichten.
Die Eisenhütte war von 1858 bis 1881 in Betrieb und hatte 50 Arbeiter, die dort angestellt waren. Insgesamt hatte sie mit Zulieferern (Kohleförderung und Forstbetrieb) etwa 300 Beschäftigte und 20-30 Kutscher. Neben Wirtschaftskrisen und der starken Konkurrenz durch den Zusammenschluss anderer Hütten führte auch die schlechte Verkehrsanbindung zum Konkurs der Hütte. Das hergestellte Eisen musste beispielsweise mühsam mit Pferdewagen bis zum nächstgelegenen Bahnhof Zidani Most in der damaligen Untersteiermark am Zusammenfluss der Save und der Savinja transportiert werden.

### Handurbar
Von besonderer geschichtlicher Bedeutung ist der Handurbar der Herren von Gradac in slowenischer Sprache, der verschollen ist. Ein Urbar ist ein Verzeichnis über Besitzrechte einer Grundherrschaft und zu erbringende Leistungen ihrer Grunduntertanen und stellt somit eine bedeutende Wirtschafts- und Rechtsquelle des mittelalterlichen und frühneuzeitlichen Lehnswesens dar. Es ist aufgrund der slowenischen Sprachfassung für die slowenische Geschichte ein bedeutendes Dokument, das leider verschollen ist. Dieser Urbar ist das einzige in slowenischer Sprache verfasste Urbar und deshalb von hoher Bedeutung.
Im Testament von Janez Jurif Baron Purgstall (Johan Georg Purgstall), datiert vom 29. März 1640, wurde der auf Slowenisch verfasste Urbar als einer von vieren noch aufgeführt. Im 17. Jahrhundert verliert sich die Spur dieses Handurbars. In der Inventarliste zum Testament von Serena Magdalena Gusić, geborene Marenzi, aus dem Jahr 1693 ist er nicht mehr aufgeführt. Allerdings wird noch im Jahre 1720 ein altes Stockurbar „vom Schloss vnd guett Gradez“ im Testament von Janez Sigmund Baron Gusić erwähnt.

## Park und Gartenanlage

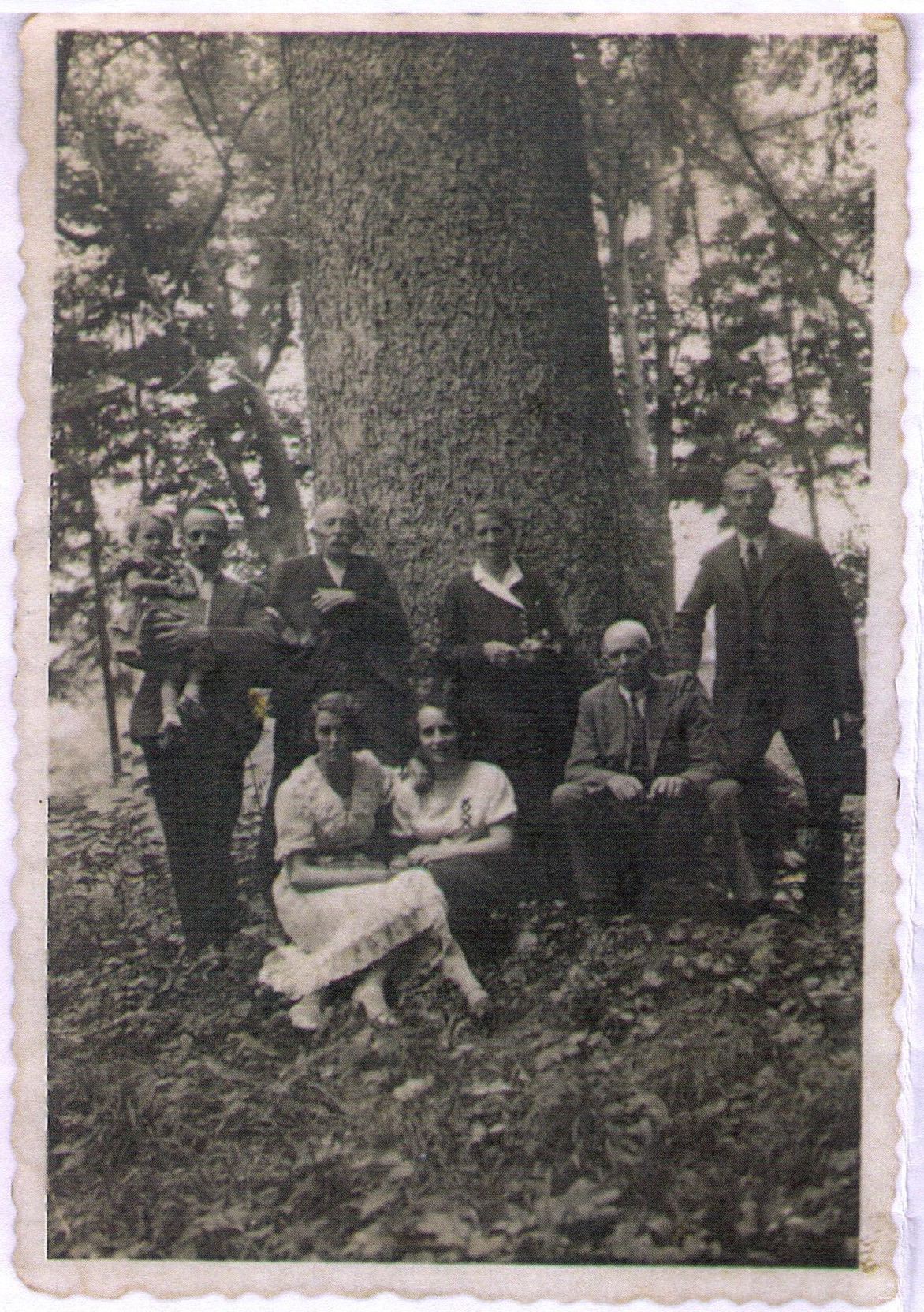
Der einstmals größte Baum im Park

Der Park zählt zum bedeutendsten Erbe an Gartenarchitektur in Slowenien. Aufgrund dessen findet er auch im regionalen Entwicklungsprogramm für das südöstliche Slowenien für die Jahre 2007–2013 besondere Erwähnung. Die Anlage des Parkes fiel laut Ivan Stopar vermutlich ins siebzehnte Jahrhundert, als das Geschlecht Gusič in den Besitz der Burg kam, obwohl es darüber keine genauen Informationen gibt.
Den Park, seine Geschichte und dessen Entwicklungsmöglichkeiten hat Mitja Simič beschrieben.
Auf der Fotografie ist der ehemals größte Baum abgebildet.
Diese alte Fotografie ist um das Jahr 1930 herum entstanden. Sie zeigt Herrn Šutej mit Kind im Arm und seinen Förster Hr. Ivec (2. von links). Im weißen Kleid sitzt Frau Šutej. Die anderen abgebildeten Personen sind namentlich nicht bekannt.